# Рудари
 Тази статия е за селото в Гърция.  За селото в България вижте Рударци.  За етническата група вижте Рудари (етническа група).
Ру̀дари (на гръцки: Καλλιθέα, Калитеа, до 1928 година Ρούδαρι, Рудари) е село в Република Гърция, в дем Преспа, област Западна Македония.

## География
Селото е разположено на 38 километра северозападно от град Лерин (Флорина) в подножието на планината Бела вода близо до Малкото Преспанско езеро.

## История

### В Османската империя
В околностите на Рудари се намират средновековни руини, които се наричат Калето и Царев кладенец. Селото се споменава в османски дефтер от 1530 година под името Рудари, хас на падишаха, с 34 ханета гяури, 31 ергени гяури и 2 вдовици гяурки.
В края на XIX век Рудари е чисто българско село. Българската църква „Света Петка“ е подновена през 1869 година. Църквата „Свети Атанасий“ е от XIX век. В „Етнография на вилаетите Адрианопол, Монастир и Салоника“, издадена в Константинопол в 1878 година и отразяваща статистиката на населението от 1873 година, Рударе (Roudaré) е посочено като село в каза Ресен с 42 домакинства и 110 жители българи. Според статистиката на Васил Кънчов („Македония. Етнография и статистика“) в 1900 година в селото живеят 270 българи християни.
На Етнографската карта на Битолския вилает на Картографския институт в София от 1901 година Пудари е чисто българско село в Битолската каза на Битолския санджак с 48 къщи.
По време на Илинденското въстание на 6 септември 1903 година селото е нападнато и ограбено от турски аскер и башибозук. Убити са Андрея Спиров, Миал Василев, Русе Т. Василев, Ставре Т. Василев, Георги Томев, Митре Георгиев, Дамо Гавргиев, Ниче Гелев, Коте Гелев, Гроздан Калев, Павле Сотиров, Ничо Георгиев, Митре, Боше Котев, Неделко Новачев, Алексо Спиров и Георгиевица Тома. През 1904 година цялото село минава под върховенството на Българската екзархия.
По данни на секретаря на екзархията Димитър Мишев („La Macédoine et sa Population Chrétienne“) в 1905 година в Рудари (Roudari) има 360 българи екзархисти.

### В Гърция
През Балканската война в селото влизат гръцки части, а след Междусъюзническата война Рудари попада в Гърция. Боривое Милоевич пише в 1921 година („Южна Македония“), че Рудари има 50 къщи славяни християни. В 1928 година селото е прекръстено на Калитеа.
Според гръцки жандармерийски данни през 1931 година в Рудари живеят 376 българогласни. 105 мъже са определени като „българомислещи“, техните жени и деца, наброяващи 261 души, са включени в категорията „неопределени“, а за 10 души се смята, че „се чувстват като гърци“.
В 1981 година селото има 170 жители. Според изследване от 1993 година селото е смесено влашко-„славофонско“.
В 2000 година комплексът сгради Евробалканско поетическо убежище е обявен за паметник на културата.
| Име           | Име  | Ново име | Ново име | Описание                             |
| ------------- | ---- | -------- | -------- | ------------------------------------ |
| Кале          | Καλέ | Кедронас | Κεδρώνας | връх в Баба на С от Рудари (1338 m)  |
| Уши или Ушите | Ούσι | Дикорфо  | Δίκορφο  | връх в Баба на СИ от Рудари (2118 m) |

#### Преброявания
- 1940 – 379 души
- 1951 – 0 души
- 1961 – 287 души
- 1971 – 210 души
- 1981 – 170 души
- 1991 – 177 души
- 2001 – 160 души
- 2011 – 117 души

## Личности

### Родени в Рудари
- Ангел Андреев (1867 – ?), български революционер, войвода на ВМОРО
- Георги Коте, българин, православен, арестуван преди април 1904 година,[20] обвинен в „присъединяване към българския бунтовнически комитет и употреба на огнестрелно оръжие против султанската войска, заловен с оръжие и едно знаме, което принадлежало на комитските чети“, осъден от Извънредния съд на 5 години каторга, лежал в Битолския затвор, амнистиран с общата амнистия от 12 април 1904 година[21]
- Йосиф Наум, българин, православен, арестуван преди април 1904 година, обвинен в „присъединяване към българските бунтовници и употреба на огнестрелно оръжие в битките против султанската войска“,[22] осъден от Извънредния съд на 5 години каторга, лежал в Битолския затвор, амнистиран с общата амнистия от 12 април 1904 година[23]
- Йоше, Спиро и Фоте Фотевски, гръцки комунисти, войници на ДАГ, загинали[24]
- Йорги Митре, българин, православен, арестуван преди април 1904 година, обвинен в „присъединяване към българските бунтовници и употреба на огнестрелно оръжие в битките против султанската войска“, осъден от Извънредния съд на 5 години каторга, лежал в Битолския затвор, амнистиран с общата амнистия от 12 април 1904 година[22]
- Коте Андреев, селски войвода на ВМОРО, брат на Ангел Андреев[25]
- Лазар Васил, българин, православен, арестуван преди април 1904 година, обвинен в „присъединяване към българските бунтовници и употреба на огнестрелно оръжие в битките против султанската войска“, осъден от Извънредния съд на 5 години каторга, лежал в Битолския затвор, амнистиран с общата амнистия от 12 април 1904 година[23]
- Найдо Стоян, българин, православен, арестуван преди април 1904 година, обвинен в „присъединяване към българските бунтовници и употреба на огнестрелно оръжие в битките против султанската войска“, осъден от Извънредния съд на 5 години каторга, лежал в Битолския затвор, амнистиран с общата амнистия от 12 април 1904 година[26]
- Наум Видин, българин, православен, арестуван преди април 1904 година, обвинен в „присъединяване към българските бунтовници и употреба на огнестрелно оръжие в битките против султанската войска“, осъден от Извънредния съд на 5 години каторга, лежал в Битолския затвор, амнистиран с общата амнистия от 12 април 1904 година[23]
- Ничо Йорги, българин, православен, арестуван преди април 1904 година, обвинен в „присъединяване към българския бунтовнически комитет и употреба на огнестрелно оръжие против султанската войска, заловен с оръжие и едно знаме, което принадлежало на комитските чети“, осъден от Извънредния съд на 5 години каторга, лежал в Битолския затвор, амнистиран с общата амнистия от 12 април 1904 година[21]
- Пандо Мияловски (1919 – 1946), гръцки комунист; член на ЕПОН, арестуван като войник в Националната армия за комунистическа дейност, осъден на смърт от военен съд в Янина и разстрелян[27]
- Ристе Коста, българин, православен, арестуван преди април 1904 година, обвинен в „присъединяване към българския бунтовнически комитет и употреба на огнестрелно оръжие против султанската войска, заловен с оръжие и едно знаме, което принадлежало на комитските чети“, осъден от Извънредния съд на 5 години каторга, лежал в Битолския затвор, амнистиран с общата амнистия от 12 април 1904 година[21]
- Ристо Стоян, българин, православен, арестуван преди април 1904 година, обвинен в „присъединяване към българския бунтовнически комитет и употреба на огнестрелно оръжие против султанската войска, заловен с оръжие и едно знаме, което принадлежало на комитските чети“, осъден от Извънредния съд на 5 години каторга, лежал в Битолския затвор, амнистиран с общата амнистия от 12 април 1904 година[26]
- Стоян Йован, българин, православен, арестуван преди април 1904 година, обвинен в „присъединяване към българските бунтовници и употреба на огнестрелно оръжие в битките против султанската войска“, осъден от Извънредния съд на 5 години каторга, лежал в Битолския затвор, амнистиран с общата амнистия от 12 април 1904 година[26]
- Стоян Ристе, българин, православен, арестуван преди април 1904 година, обвинен в „присъединяване към българския бунтовнически комитет и употреба на огнестрелно оръжие против султанската войска, заловен с оръжие и едно знаме, което принадлежало на комитските чети“, осъден от Извънредния съд на 5 години каторга, лежал в Битолския затвор, амнистиран с общата амнистия от 12 април 1904 година[21]
- Спиро Евангелов (1921 – 1949), гръцки комунист, войник на ДАГ, загинал на 3 април 1949 година при Пирсояни[28]
- Спиро Петро, българин, православен, арестуван преди април 1904 година,[29] обвинен, че „включвайки се в българската бунтовническа организация, е тръгнал по пътя на разбойничеството“, осъден от Извънредния съд на 3 години каторга, лежал в Битолския затвор, амнистиран с общата амнистия от 12 април 1904 година[30]
- Спиро Ристе, българин, православен, арестуван преди април 1904 година,[21] обвинен в „присъединяване към българския бунтовнически комитет и употреба на огнестрелно оръжие против султанската войска, заловен с оръжие и едно знаме, което принадлежало на комитските чети“, осъден от Извънредния съд на 5 години каторга, лежал в Битолския затвор, амнистиран с общата амнистия от 12 април 1904 година[26]
- Спиро Трайко, българин, православен, арестуван преди април 1904 година, обвинен в „присъединяване към българските бунтовници и употреба на огнестрелно оръжие в битките против султанската войска“, осъден от Извънредния съд на 5 години каторга, лежал в Битолския затвор, амнистиран с общата амнистия от 12 април 1904 година[22]
- Танас Цветко, българин, православен, арестуван преди април 1904 година, обвинен в „присъединяване към българските бунтовници и употреба на огнестрелно оръжие в битките против султанската войска“, осъден от Извънредния съд на 5 години каторга, лежал в Битолския затвор, амнистиран с общата амнистия от 12 април 1904 година[22]
- Трайко Сотир, българин, православен, арестуван преди април 1904 година,[26] обвинен в „присъединяване към българските бунтовници и употреба на огнестрелно оръжие в битките против султанската войска“, осъден от Извънредния съд на 5 години каторга, лежал в Битолския затвор, амнистиран с общата амнистия от 12 април 1904 година[22]

Починали в Рудари
- Тодор Иванов Тошков (? – 1916), български военен деец, младши подофицер, загинал през Първата световна война[31]

### Местен комитет на „Охрана“[32]
- Константин Златев – командир
- Георги Георгиев
- Симеон Толев
- Константин Христов
- Лазар Ничев
- Иван Ничев